# Günter Kröber
Günter Kröber (* 12. Januar 1928 in Leipzig; † 26. September 2024) war ein deutscher Rechtsanwalt, Politiker (FDP, 1946–1962 LDPD) und Mitglied des Sächsischen Landtages.

## Leben
Günter Kröber machte sein Abitur im Jahr 1946. Anschließend studierte er von 1946 bis 1950 Jura an der Universität Leipzig, wo er zwei Jahre dem Studentenrat unter Wolfgang Natonek angehörte. Wegen des Bekenntnisses „Was moralisch schlecht, verwerflich ist, kann politisch nicht gut sein“ wurden ihm 1947 der Entzug des Stipendiums und die Exmatrikulation angedroht. Er konnte jedoch beides abwenden. In den Jahren 1951 und 1952 befand er sich im juristischen Vorbereitungsdienst. Ab 1953 arbeitete er als Rechtsanwalt.
Im Jahr 1955 wurde Kröber wegen eines angeblichen Verbrechens gegen das Gesetz zum Schutz des Volkseigentums und anderen gesellschaftlichen Eigentums (VESchG) verhaftet und im gleichen Jahr aus der Anwaltschaft ausgeschlossen. Im Jahr 1956 wurde er freigesprochen und als Rechtsanwalt rehabilitiert. 1961 wurde er während einer Reise nach Jugoslawien erneut verhaftet und wegen staatsfeindlichen Verhaltens durch das Ministerium der Justiz der DDR inhaftiert und aus der Anwaltschaft ausgeschlossen. Im Jahr 1962 wurde er wegen Verstoßes gegen das Passgesetz – ihm wurde geplanter „Ungesetzlicher Grenzübertritt“ vorgeworfen – durch das Bezirksgericht Leipzig zu zwei Jahren Gefängnis verurteilt.
Im Jahr 1963 war Kröber Absatzleiter im Montagewerk Leipzig. Von 1966 bis 1990 war er Justitiar der Vereinigung volkseigener Warenhäuser Centrum in Leipzig. Im Jahr 1970 erfolgte seine Promotion mit der Arbeit „Einführung von Käuferrechten in das DDR-Zivil-Gesetzbuch“. Gegen seinen Doktorvater an der juristischen Fakultät der Karl-Marx-Universität Leipzig wurde daraufhin ein Parteiausschlussverfahren aus der SED eingeleitet, weil er die Lehren der Sowjetunion nicht beachtet habe. Da DDR-Wirtschaftsfunktionäre Kröbers Thesen und Vorschläge jedoch zur Stärkung des internationalen Ansehens der DDR-Konsumgüterindustrie befürworteten, blieb die Arbeit sowohl für ihn als auch seinen Doktorvater folgenlos. 1990 wurde Kröber durch den letzten Justizminister der DDR als Rechtsanwalt und durch den Rehabilitationssenat am Bezirksgericht Leipzig strafrechtlich rehabilitiert. Seit 1990 arbeitete er als Rechtsanwalt in Leipzig. Seit 1995 war Kröber Vorstandsmitglied der Rechtsanwaltskammer Sachsen, seit 2001 deren Präsident und seit 2008 deren Ehrenpräsident.
2005 bis 2009 war Kröber Beauftragter des Präsidiums der Bundesrechtsanwaltskammer für Ost/Südosteuropa.
Kröber war außerdem von 1995 bis 1998 Mitglied des Sächsischen Verfassungsgerichtshofes. Er war Mitglied des Bundesvorstands des Bundes der stalinistisch Verfolgten e. V. (BSV) und Vorsitzender des Landesverbandes Sachsen des BSV. Darüber hinaus war er von 1991 bis 1995 Mitglied des Vorstands und anschließend bis 2013 Mitglied des Kuratoriums der Friedrich-Naumann-Stiftung sowie Mitglied des Rundfunkrats des Mitteldeutschen Rundfunks.
Kröber war Mitglied der Jury des Verbandes liberaler Akademiker für die Vergabe des Arno-Esch-Preises.

## Politik
Günter Kröber war ab 1946 Mitglied der LDP. 1950 war er Mitglied des Landesvorstandes der LDP in Sachsen und des LDP-Hochschulausschusses für die DDR. Ebenfalls 1950 wurde er als Nachfolgekandidat Mitglied des Sächsischen Landtages und war jüngstes Mitglied der LDP-Fraktion. In den Jahren 1951 und 1952 war Kröber Organisationsleiter im Kreisvorstand Leipzig-Stadt der LDP. Im Jahr 1962 erfolgte der Ausschluss aus der LDPD wegen „staatsfeindlichen Verhaltens“.
Im Jahr 1989 gehörte er zu den Mitbegründern der Ost-FDP, deren sächsischem Landesvorstand er bis zur Vereinigung mit der West-FDP, der LDPD, der NDPD und der Deutschen Forumpartei angehörte. Im Oktober 1990 wurde Günter Kröber über die Landesliste in den Sächsischen Landtag gewählt, dem er für eine Wahlperiode bis 1994 angehörte. Er war dort unter anderem im Verfassungs- und Rechtsausschuss tätig. Von 1990 bis 1993 war er Fraktionsvorsitzender der FDP im Sächsischen Landtag und von 1994 bis 1998 stellvertretender Landesvorsitzender der FDP Sachsen.

## Auszeichnungen
Am 26. Mai 1998 wurde Kröber von Landtagspräsident Erich Iltgen die Sächsische Verfassungsmedaille verliehen. Er ist zudem Träger des Sächsischen Verdienstordens sowie des Großen Verdienstkreuzes des Verdienstordens der Bundesrepublik Deutschland und des Ehrenzeichens der Deutschen Anwaltschaft. 1993 erhielt er den Thomas-Dehler-Preis.
Kröber war seit 8. November 2012 erster Träger der „Goldenen Robe“ des Leipziger Anwaltsvereins. Die Arbeitsgemeinschaft Strafrecht des Deutschen Anwaltsvereins ehrte Kröber am 14. November 2015 für seinen herausragenden und langjährigen Einsatz für die Rechte der Beschuldigten in der DDR und im vereinigten Deutschland mit dem Ehrenpreis „pro reo“.
Am 26. April 2018 wurde Kröber im Rahmen eines Festaktes die Ehrendoktorwürde durch die Juristenfakultät der Universität Leipzig verliehen.